# Juncus nastanthus
Juncus nastanthus là một loài thực vật có hoa trong họ Juncaceae. Loài này được V. Krecz. & Bobr. mô tả khoa học đầu tiên.